# ベガルタ仙台紫山サッカー場
ベガルタ仙台紫山サッカー場（ベガルタせんだいむらさきやまサッカーじょう）は、宮城県仙台市泉区根白石にある、Jリーグ・ベガルタ仙台所有の練習場。仙台市に本社を置くアイリスオーヤマが命名権を取得しており、2023年（令和5年）から「アイリストレーニングフィールド」（英: IRIS TRAINING FIELD）の呼称を用いている。

## 概要

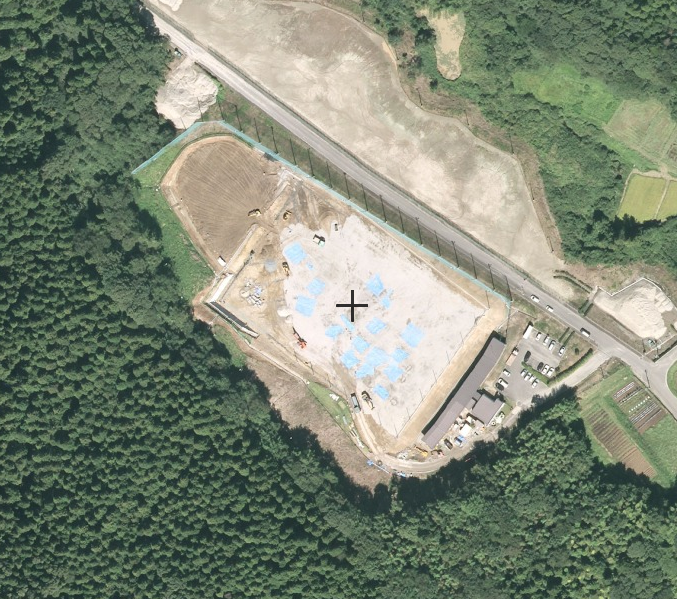
造成中の様子(2013年)

2014年から利用開始。2023年の命名権導入にあたり、同施設内のクラブハウス棟の改修工事を実施し、老朽化が進んでいた設備の入れ替えや、スタッフ・トレーナー室の設置など環境整備も行われた。
見学者は座席がない為立見となる。また、コロナ対策の影響でこちらでの練習は一般公開されておらず、当面は泉サッカー場でのトレーニングによる指定日が練習公開の対象である。

## 施設
- 所在地：仙台市泉区根白石字青笹山39-1
- クラブハウス棟
- 天然芝サッカーフィールド（10,150㎡)
- 多目的グラウンド（9,050㎡）
- 自販機
- 駐車場

## 交通
- バスは泉中央駅3番バス乗り場から宮城交通 ・寺岡・紫山泉アウトレット経由泉パークタウン行き乗車18分、寺岡五丁目下車徒歩20分 (1.4km)(バスの発車本数は要確認)
- タクシーは泉中央駅から15分程度 (7.3km)

## ギャラリー

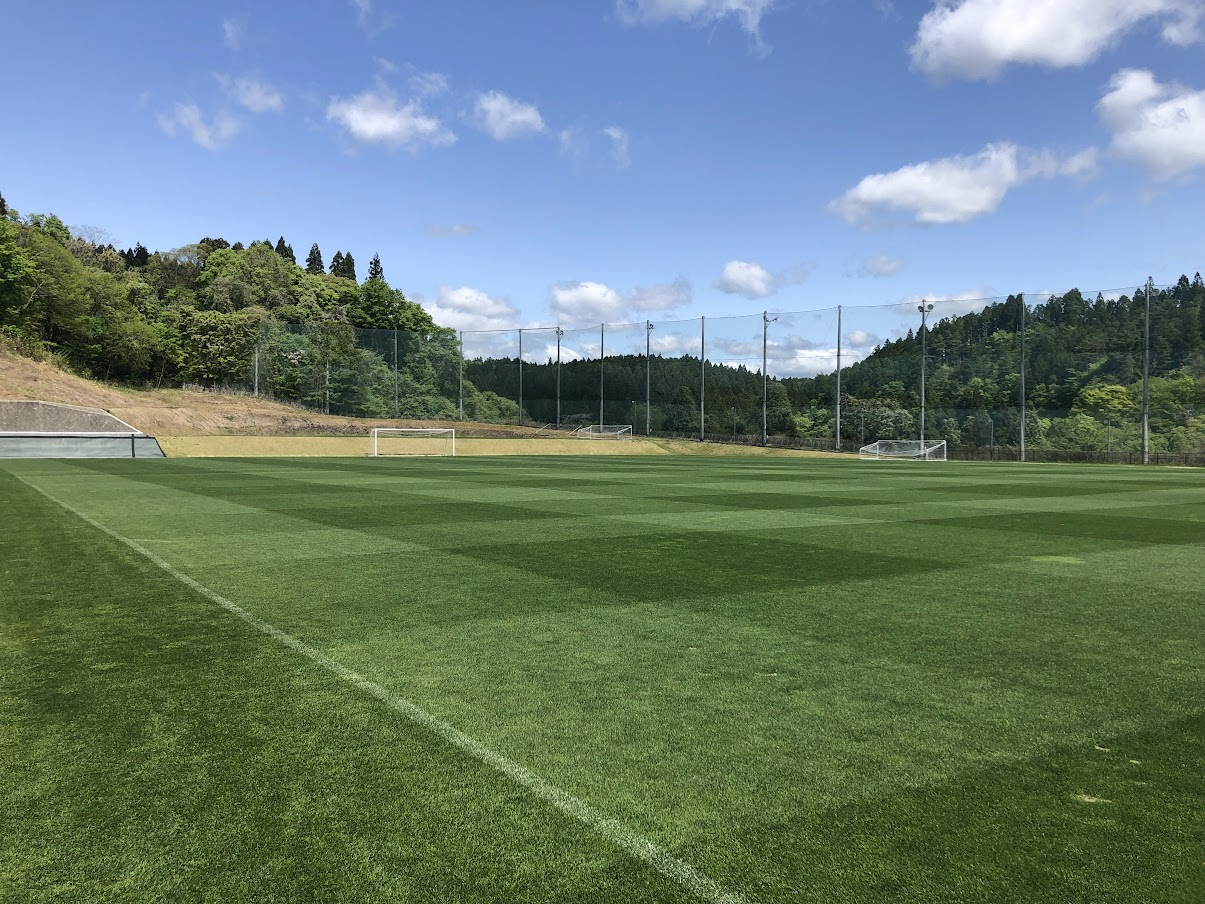
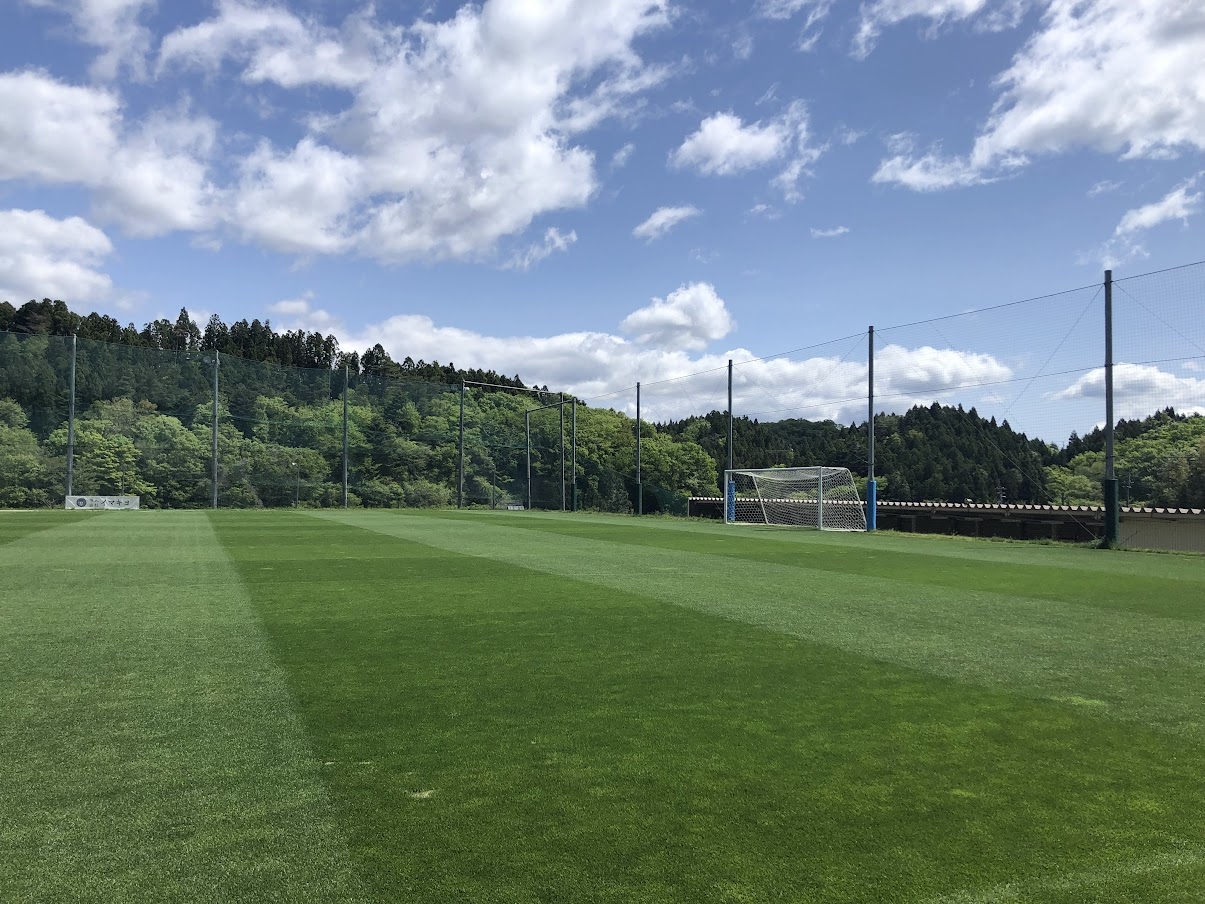

## 周辺
- 仙台泉プレミアム・アウトレット
- 仙台ロイヤルパークホテル